# Bernard Halpern
Pour les articles homonymes, voir Halpern.
Bernard Naftali Halpern est un immunologiste et allergologue français né à Tarnoruda (en actuelle Ukraine, alors dans l'Empire russe) le 2 novembre 1904 et mort le 23 septembre 1978 à Paris. Ses recherches sont récompensées de la médaille d'or du CNRS.

## Biographie
Issu d'une famille juive de huit enfants, déporté par le tsar, avec sa famille en Sibérie, en 1914, comme beaucoup de familles juives, il revient après la révolution en Ukraine, pour quitter celle-ci définitivement en 1920 quand son village est attaqué par les cosaques. Dans un train de prisonniers allemands, il rejoint seul à 16 ans la Pologne, où il va achever ses études secondaires, vivant des leçons données à ses petits camarades. Il vient enfin en France en 1926, à 22 ans, pour entamer des études de médecine, d'abord à Nancy puis à Paris en 1928. Il travaille en parallèle dans le laboratoire de biologie expérimentale du professeur Gautrelet à la faculté de médecine de Paris. Entré garçon de laboratoire, il devient rapidement un des principaux collaborateurs du maître.
Docteur en médecine en 1936, il est destiné à une carrière académique au sein de l’université. Mais une réglementation draconienne, qui requiert cinq ans de résidence après naturalisation, lui ferme les portes de la faculté de médecine. Il se tourne donc vers l’industrie et commence sa carrière dans les laboratoires de recherche de la société Rhône-Poulenc, qui travaillent en étroite collaboration avec le laboratoire de chimie thérapeutique dirigé par Ernest Fourneau à l'Institut Pasteur où, en 1935, Daniel Bovet et ses collaborateurs viennent de découvrir les propriétés antibactériennes du sulfamide, l'agent actif du Prontosil de Gerhard Domagk, ouvrant ainsi la voie de la sulfamidothérapie. Or c'est également à l'Institut Pasteur que, en collaboration avec Anne-Marie Staub, Bovet découvre en 1937 les premiers antihistaminiques. Aussi les travaux d'Halpern le conduisent-ils tout naturellement à étudier le rôle de ces médicaments dans le traitement de diverses formes de l'allergie.
Durant cette période, Bernard Halpern contribue largement aux succès de la société Rhône-Poulenc, jouant ainsi son rôle dans la compétition que se livrent, depuis la fin de la Grande Guerre, les laboratoires pharmaceutiques des différentes nations industrielles[réf. nécessaire]. Cependant, il doit quitter Paris en 1940 et se réfugier en zone Sud, où il exerce la médecine générale dans un village de l’Ardèche jusqu’à ce que la législation de Vichy le lui interdise.
Il trouve à nouveau refuge dans les laboratoires de Rhône-Poulenc, nouvellement installés à Lyon en zone libre[réf. nécessaire]. Dans ces circonstances, il démontre en 1942 l’utilité anti-allergique de l’Antergan puis du Phénergan, les premiers antihistaminiques utilisés en clinique humaine. Cette découverte attire l’attention des autorités allemandes car ces médicaments permettent également de prolonger la durée de vie des poches de transfusion sanguine. Il parvient à temps à se réfugier en Suisse avec sa femme et ses enfants.
Sa carrière après-guerre est marquée de plusieurs étapes. Directeur de recherche au CNRS en 1948, puis directeur d’études à l’École pratique des hautes études, il est élu en 1961 à la chaire de médecine expérimentale, occupée précédemment par François Magendie, Claude Bernard, Charles Nicolle et René Leriche. Son activité clinique et ses travaux de recherche se déroulent alors à l’hôpital Broussais, où il accueille dans son service de clinique des maladies allergiques des élèves du monde entier et diversifie ses travaux de recherche. Parmi ses proches collaborateurs, on peut mentionner Alain Zweibaum, Guido Biozzi et Baruj Benacerraf, futur prix Nobel, qui retournera aux États-Unis après avoir passé huit ans chez Bernard Halpern. Il est élu membre de l’Académie de médecine et de l’Académie des sciences.
Tout au long de sa vie, Bernard Halpern admira le travail de Claude Bernard, parce qu’il savait que la médecine et la physiologie sont indissociables et que leur pratique peut suivre une méthode expérimentale.
Il était également un proche de Raymond Aron.

## Œuvres et publications
- Le venin de vipera aspis. Étude expérimentale (thèse de doctorat en médecine), 1936.
- « Comparaison de l'action spasmolytique de l'atropine, de la papavérine, et d'un ester D-amino-alcool synthétique : α-phényl-valérate du diéthyl-amino-éthanol, par B.-N. Halpern. II. Action spasmolytique sur les organes à muscles lisses », in Paris médical 1938, no 109, p. 485-92, Première partie, texte intégral, et  Paris médical, 1939, no 113, p. 96-100, Deuxième partie, texte intégral.
- « Étude expérimentale des antihistaminiques de synthèse. Essais de chimiothérapie des états allergiques, » in Journal de Médecine de Lyon, 1942.
- Les antihistaminiques de synthèse. Essais de chimiothérapie des états allergiques, Office intern. de librairie (Paris), 1942.
- (en) A Study of Germination of the Spores of Various Yeast-like Fungi and Molds, University of Illinois, 1942, 114 p.
- Le rôle du système réticulo-endothélial dans la défense de l'organisme. Acquisitions médicales récentes, 1956.
- (en) Microbial growth patterns of mycobacterium tuberculosis grown in liquid synthetic medium under various oxygen tension levels, oxidation reduction potentials, and with antimicrobial agents, Northwestern University (Evanston, Ill.). Dept. of Bacteriology, Northwestern University, 1957.
- Titres et travaux scientifiques du Dr Bernard N. Halpern, Paris, 1960.
- Leçon inaugurale (faite le 15 novembre 1961 au Collège de France, Chaire de médecine expérimentale), impr. Daupeley-Gouverneur, 1962, 39 p.
- Greffe et auto-immunité : acquisitions récentes en immunologie (facteurs humoraux et cellulaires impliqués dans la tolérance immunitaire, séminaire de la Chaire de médecine expérimentale du Collège de France, Paris, 1963. Mécanismes immunologiques impliqués dans les maladies auto-immunes. Séminaire de la Chaire de médecine expérimentale du Collège de France, Paris, 1964), 1965, 396 p.
- L'allergie, PUF (Paris), coll. « Que sais-je ? », 1965.
- « Discours prononcé par M. Bernard Halpern », in École pratique des hautes études, Section des sciences religieuses, Annuaire 1969-1970. Tome 77. 1968. pp. 77-82. Texte intégral en ligne.
- Les immuno-dépresseurs, applications cliniques (symposium réuni à Nancy, 9-11 mai 1969), L'Expansion scientifique française (Paris), 1970, 205 p.
- « Radioprotection conférée par le Corynebacterium parvum contre la létalité déterminée par l'irradiation X à des doses sublétales et létales chez la souris », in Comptes rendus de l'Académie des sciences, 1977.

En collaboration
- Avec R. Ducrot : « Recherches expérimentales sur une nouvelle série chimique de corps doués de propriétés antihistaminiques puissantes : les dérivés de la théodiphénylamine », in Comptes rendus de la Société de biologie, 1946.
- Avec J.-P. Laubscher : « Recherches sur l'action des antihistaminiques de synthèse sur la résistance capillaire chez l'homme », in Semaine des Hôpitaux de Paris, 1948.
- Avec Jean Hamburger et Georges Mathé : « Étude des perturbations de l'équilibre hydrique provoquées chez le chien au moyen de la perfusion intestinale », in Archives de la Société de physiologie, 1950.
- Avec Baruj Benacerraf : « Pathogénie et traitement des néphropathies allergiques expérimentales », in Journées thérapeutiques de Paris, 1951.
- Avec P. Liacopoulos et M. Briot : « Aspects qualitatifs et quantitatifs de l'antagonisme des antihistaminiques de synthèse à l'égard de l'histamine, des substances histamino-libératrices et de la réaction anaphylactique », in Comptes rendus de la Société de biologie, 1956.
- Avec G. Biozzi, C. Stiffel et D. Mouton : « Effet de l'inoculation du bacille de Calmette-Guérin sur le développement de la tumeur ascitique d'Ehrlich chez la souris », in Comptes rendus de la Société de biologie, 1959.
- Avec E. Dominé et A. Fray : « Le rôle des médiateurs chimiques dans la régulation de l'éosinophilie sanguine », in Bulletin de la Société de pathologie exotique et de ses filiales, 1962, tome 55, pp. 489-99. Texte intégral.
- Avec Roger Heim et al. : Les Concepts de Claude Bernard sur le milieu intérieur, [Colloque international organisé pour la célébration du centenaire de la publication de l'Introduction à l'étude de la médecine expérimentale de Claude Bernard, 1965], Fondation Singer-Polignac (Paris), 1967, 431 p.
- Avec Baruj Benacerraf et G. Biozzi : « Quantitative Study of the Granulopectic Activity of the Reticulo-Endothelial System: I: The Effect of the Ingredients present in India Ink and of Substances Affecting Blood Clotting in vivo on the Fate of Carbon Particles Administered Intravenously in Rats, Mice and Rabbits », in British journal of experimental pathology 34.4 (1953) : 426.
- Synthèse cellulaire et structure moléculaire des immunoglobulines (publié sous la direction de Bernard Halpern), Dunod (Paris), 1969, 367 p.

## Prix et distinctions
- Élu Membre de l'Académie des sciences le 24 février 1964 (division des académiciens libres ; en 1976, section de biologie humaine et sciences médicales)
- Membre titulaire élu le 23 mars 1976 à l'Académie de médecine[8]
- Titulaire de la Chaire Claude Bernard au Collège de France[9]
- Médaille d'or du CNRS (1971)[10]

## Hommages
- L'ancienne place des Patriarches dans le 5e arrondissement de Paris est renommée place Bernard-Halpern en 1985 en hommage au médecin.

- En, 1987, un timbre français surtaxé (1,90 + 0,50 francs) lui est consacré dans la série Personnages célèbres, aux côtés de Charles Richet, Eugène Jamot, Jean Rostand, Alexandre Yersin et Jacques Monod.